# Etxes
Els etxes (o echies) són els membres d'un subgrup ètnic igbo que són propis de la LGA d'Etche que parlen un dialecte de l'igbo. També viuen a la LGA d'Omuma. Existeix una Assemblea Nacional Etxe/Omuma.
Les comunitats etxes són Akwu/Obuor, Chokocho, Chokota, Egwi, Afara, Mba, Ikwerengwo, Okehi, Olakwo, Umuakonu, Umuebulu, Umechem i egbeke Igbodo (el territori ancestral dels etxes).

## Etimologia i orígens
Etxe fou el nom del primer colonitzador o fundador del territori etxe. Una tradició oral afirma que aquest home s'anomenava Echefu, nom que es va corrompre i es va passar a dir Etxe. Una altra versió diu que el seu nom és Eche, un nom que, en anglès es va passar a anomenar Etche. Una cosa és clara, sigui quin sigui el nom, Etche, Ochie, Eche, Echefu o Etche, aquest es refereix a una mateixa persona que és considerada l'ancestre dels etxes que estan a tres estats nigerians, Rivers, Abia i Imo, i segurament també a l'estat del Delta i l'estat d'Edo. Tenen comunitats importants en quatre LGAs (dues a Rivers i dues a Imo) i una forta presència a Abia.
Els etxes, segons la història oral, tenen dos possibles orígens: l'igbo i el de Benin.

### L'origen de Benín
Achonwa (1980) va fer un intent ambiciós de reconstruir el passat dels etxes. Segons el seu punt de vista, aquests van abandonar el Regne de Benín al voltant del segle vii i van anar direcció a Agbor fins a arribar al riu Orashi. Després d'anar cap a l'est, van travessar Abua i van assentar-se a Igbo, el primer assentament etxe. Aquesta teoria considera que aquest grup de persones pertanyien a una amalgama de moltes tribus diferents que, segons Achonwa, incloïen ikwerres, abuans, ekpeyes, etc. Aquesta seria una de les raons del nom del poblat Iwerre-Ngwo (conglomerat de pobles).

### Origen igbo
Afigbo, un altre historiador ha traçat la història dels etxes com a provinents del poble igbo. Ell traça l'origen dels igbos entre el 3000 aC i el 1300 dC, tal com ha suggerit Talboth i seguint llegendes, tradicions orals i evidències etnogràfiques i ecològiques. Afigbo afirma que Nri-Akwa Orlu és l'assentament igbo més antic i a partir d'aquí van anar cap a diferents direccions. Entre els igbos que van anar cap al sud, hi ha els urattes, els ikwerres, els etxes, els atses i els ndoki igbos. També es basa en l'origen de l'igbo, i gual que l'edo, el ioruba, l'odoma, l'igala i l'akan, que prové de la gran família de les llengües nigerocongoleses. Els lingüistes Johnson i Williamson (1987) han traçat l'origen d'aquests pobles a través de l'estudi de la lingüística. El fet que l'etxe és un dialecte de l'igbo, reafirma aquesta teoria. Per exemple, en un estudi de les llengües de l'estat de Rivers, classifica les seves grans llengües segons les seves relacions lingüístiques. Ella va caracteritzar totes les llengües que tenien alguna afinitat amb l'igbo, com a igboide. Va definir que les llengües d'aquest grup lingüístic són l'ekpeye, l'ikwerre, l'ogbah, l'egbema i l'echie.
Segons Onyema (2000), els etxes formaren part dels Benin de la diàspora al segle xiv que van emigrar juntament amb els ogbes, ekpeyes i ikwerres i van travessar el riu Níger direcció el sud-oest i el sud-est. Les llengües d'aquests tres pobles són molt similars, així com són similars amb la llengua dels habitants d'Igbodo, un poble entre Asaba i Agbor, a l'estat del Delta. L'actual Oba de Benin té una oficina a la Divisió d'Ahoada, que comprèn el territori etxe, ikwerre, ekpeye, ogba i abua i aquests són reconeguts com a clans de benin.
Però, segons els que pensen que els etxes formen part dels igbos, diuen que els seus pares fundadors foren igbos que van emigrar cap al sud, via Owerri i Ngor per assentar-se a la seva zona actual. Armoury Talbor, en el seu llibre The Peoples of Southern Nigeria, es basa en aquesta creença. Un altre tret que fa afirmar-la és que hi ha poblats etxes que tenen els mateixos noms que poblats igbos (per exemple Eberi, a Etxe i Mbieri, a Owerri; Ulakwo a Etxe i Owerri, ...). Tot i això, no hi ha proves concloents que puguin afirmar que els etxes formen part del grup humà dels igbos, ja que aquests factors comuns es podrien deure a la llarga història comuna entre els dos pobles i que els etxes haguessin patit una igboització.
Si, tal com afirma la primera escola de pensament, els etxes tinguessin les seves arrels a Benin, la proximitat amb els igbos i la interacció amb aquests haurien pogut influenciar i canviat la seva cultura i llengua al llarg dels anys.

## Història de la colonització i migracions etxes
Igbodo, a l'actual LGA d'Etxe, és el primer assentament etxe permanent conegut. Abans que els etxes hi vivien els igbos que ja s'havien assentat a la zona. Igbodo és considerada la capital tradicional dels etxes.
Quan Igbodo va créixer massa, hi va haver persones que van colonitzar terres dels voltants. El sngors (que viuen a l'actual LGA d'Ngor/Okpala, a l'estat d'Imo) van anar cap al nord. Els amales, els alulus, els elelems, els ntus, etc, eren part dels etxes que van anar cap al nord des d'Igbodo. El dialecte dels ngors i els noms de les seves viles i poblats són idèntics al dels etxes. Abans de la creació de l'estat de Rivers, Amala es considerava com a part d'Igbodo i es deia Amala-Igbodo. També hi va haver grups que es van dirigir al sud i van travessar el riu Otamirioche i es van assentar a la seva ribera septentrional, a Igbo Agwuru Asa. Els umuselems també es van dirigir al sud des d'Igbodo i van prendre les direccions sud-est i sud-oest. Els mbas van emigrar cap al sud-oest, a Mba, i posteriorment van travessar el riu Ogueche per assentar-se als pobles actuals d'Obite, Umuoye i Akpoku. Els etxes també van emigrar cap a l'est (cap a l'actual Omuma LGA) de manera sistemàtica i van travessar el riu Imo.
Eberi i Ulakwo, foren uns amics que van emigrar junts d'Igbodo; Eberi va anar cap a l'est, travessant el riu Imo i es va assentar a l'actual LGA d'Omuma. Ulakwo va anar cap al sud i es va assentar a l'actual Ulakwo. Molta de la població que viu a l'actual LGA d'Omuma són etxes, els avantpassats dels quals van travessar el riu Imo en diferents èpoques des de diferents zones dels etxes i es van assentar a l'oest del seu territori original. Abans de la Guerra de Biafra ells eren anomenats com etxes d'Imo oriental, mentre que els altres etxes eren anomenats Imos occidentals. Tot i que no es reconeix cap avantpassat amb el nom d'Omuma, els omumes són els etxes que viuen a l'oest del riu Imo.
Els Owazzes de l'actual estat d'Abia són considerats etxes. De totes maneres, ells van migrar des de Igwuruta i es van assentar a Odagwa i posteriorment van travessar el riu Imo i el corrent de l'Aza i es van assentar al seu territori actual que s'anomena Owazza (pel fet que van creuar el corrent de l'Aza). Els Omuma-Uzor de la LGA d'Ukwa West d'Abia van emigrar des d'Obibi i es van assentar al seu poble actual, Omuma-Uzor. Els omuma-Igwuruta van migrar des d'Akpolu Etxhe i es van assentar al seu poble actual i el seu nom es deu que ells eren etxes que havien creuat el riu Otamirioche i es van assentar a l'altra riba del riu.

## Època colonial
Els etxes tenen nombroses ciutats i pobles en tres estats diferents (Rivers, Abia i Imo) i el seu territori és vast i està subdividit pels rius Imo, Otamirioche i Ogueche. Els etxes tenien el seu propi sistema de govern abans de la colonització de Nigèria per part dels britànics.
Amb l'arribada de l'Imperi Britànic, els etxes fouren colonitzats per les autoritats britàniques. Els britànics van balcanitzar el territori etxe i van dividir el territori en tres sugdivisions administratives, Aba, Oweeri i Degeme/Ahoada. Omuma formava part de la divisió d'Aba i el territori etxe occidental, de la divisió Degeme. Aquesta balcanització fou redreçada entre el 1951 i el 1954 quan fou creat el Districte Rural Etxe, amb capital a Eberi que formava part de la Divisio Ahoada. Posteriorment, aquest consell es va passar a dir Etche County Council i la seva capital fou transferida primer a Umuola i després a Okehi. Per això, la capital política dels etxes està a Okehi, tot i que la seva capital tradicional és Igbodo. Aquesta balcanització dels etxes per part dels britànics va afectar la solidaritat cultural i política dels etxes i la seva identitat cultural, i fins i tot la seva llengua. Els etxes de l'estat d'Imo parlen més owerri que echie i la seva cultura i personalitat etxe ha estat erosionada.
El mateix passa amb els etxes de l'estat d'Abia. En l'actualitat, aquests parlen més els dialectes ngwa i asa, que l'echie.

## Economia i demografia
El 1999 hi havia uns 600.000 etxes i aquests conformaven el quart grup ètnic de l'estat de Rivers. La seva economia es basa en l'agricultura. El nyam i la mandioca són els seus principals cultius. Entre el 1986 i el 2004 hi ha hagut una mecanització del camp.
La companyia petroliera Shell va fundar un molí de processament de mandioca a Umuebulu i, el 2000 va formar les dones locals perquè sabessin utilitzar el molí. També és significatiu el cultiu d'oli de palma per part de petits productors.

## Successos a la LGA d'Etche
L'octubre de 1990 hi va haver manifestacions a Umuechem per a demanar compensacions per a la destrucció mediambiental produïda per l'extracció de petroli. Els policies van reaccionar amb gasos lacrimògens i armes de foc i van provocar la mort de 50 persones i la destrucció de 550 cases.
L'abril de 2003 les eleccions nacionals foren marcades per la violència i la intimidació a la LGA d'Etxe, cosa que va comprometre la llibertat de vot.
En un infome del 2007 de l'Human Rights Watch (Observatori dels Drets Humans) s'hi diu que "en els últims anys, Etche ha obtingut un alt grau de notorietat no desitjada a causa de les acusacions de corrupció, bandidatge i assassinat formulades contra el seu actual president". L'informe va assenyalar que els serveis de salut i educació estaven molt deteriorats pel fet que els fons que hi eren assignats s'havien desviat per a altres finalitats.
El gener de 2009, el consell legislatiu etche va veure com tres dels seus membres van ser sotmesos a un judici polític per a "comportament irracional i desmesurat, malversació de fons i abús de poder".
L'agost de 2009, a la LGA s'hi va obrir un Centre de Registre de Matrimonis. El setembre de 2009, la Comissió de Desenvolupament del Delta del Níger va obrir un centre mèdic lliure a Omuma.